# ولشت (مقاطعة كلاردشت)
ولشت (بالفارسية: ولشت) هي قرية تقع في Kuhestan Rural District في إيران. يقدر عدد سكانها بـ 43 نسمة .